# Pekka Koskela
Pekka Koskela (* 29. November 1982 in Mänttä) ist ein finnischer Eisschnellläufer. Er ist auf die Sprintstrecken spezialisiert.
Pekka Koskela begann mit sieben Jahren mit dem Eisschnelllauf. 2000 gewann er im Alter von 15 Jahren bei den Juniorenweltmeisterschaften eine Bronzemedaille, im Jahr darauf lief er über die 500 Meter einen Juniorenweltrekord. Sein erster großer Erfolg im Seniorenbereich war der dritte Platz über 1000 Meter bei den Weltmeisterschaften 2005 in Inzell. Über die 100 Meter hält er den Freiluftweltrekord. Zu Beginn der Saison 2007/08 stellte er in Salt Lake City zudem einen Weltrekord über 1000 Meter auf. Bei den Sprintweltmeisterschaften in Hamar im Jahr 2007 holte er die Silbermedaille.
Koskela ist Student an der Helsinki University of Technology (TKK) und startet für den Klub Seinäjoen Urheilija.